# 20214 Lorikenny
A 20214 Lorikenny (ideiglenes jelöléssel (20214) 1997 GL21) a Naprendszer kisbolygóövében található aszteroida. A LINEAR projekt keretében fedezték fel 1997. április 6-án.